# Vergüenza (película de 1928)
Vergüenza es una película chilena de cine mudo, estrenada en 1928. Es considerada uno de los pocos vestigios que quedan del boom cinematográfico en Antofagasta, que llegó a considerarse «el Hollywood de Sudamérica».

## Sinopsis
Un minero de Antofagasta contrae sífilis en un burdel, y al enterarse, se vuelve loco. Su mujer intenta salvar el hogar instalándose con un taller de costuras, pero prontamente comienza a ejercer como regenta en una casa de citas, una actividad mucho más rentable. Pasado un tiempo el marido se recupera y la felicidad vuelve a la pareja. Sin embargo, “El Caimán”, un sujeto que conoce el pasado de la esposa, la chantajea y al negarse a huir con él, la mata. El marido, impactado, reincide en su locura.

## Producción
Vergüenza es uno de los pocos vestigios que se conserva del denominado «Hollywood de Sudamérica», el epicentro de producción cinematográfico creado hacia fines de la década de 1920 en Antofagasta. Juan Pérez Berrocal y su esposa, la actriz Clara del Castillo, también se trasladaron hacia esa ciudad para desarrollar esta película, escrita y dirigida por Pérez Berrocal. Según datos recogidos por la investigadora Eliana Jara, experta en cine mudo chileno, la película habría estado basado en un caso real, y el Servicio Nacional de Salud habría adquirido una copia para ser exhibida en charlas de prevención de enfermedades venéreas.
En 1932, a la copia muda de la película se le agregó la sincronización de algunos sonidos, acompañamiento musical y dos o tres canciones cortas. Fue censurada como «no apta para señoritas».

## Recepción y crítica
Jara indica que Vergüenza fue bien recibida por el público y ha documentado una crítica relativamente favorable de la época. El diario El Mercurio de Antofagasta, señaló que:

Esta cinta nacional, puede considerarse como una nota de orgullo en medio de tantas cintas que hemos visto. Al lado de buenas producciones extranjeras, nada tienen que envidiarles; por el contrario, superior a muchas que nos han exhibido con bastante reclame y con pocos méritos.
El Mercurio de Antofagasta, 16 de enero de 1928

## Redescubrimiento
“Vergüenza” sería la última película realizada en el periodo silente en Antofagasta. La película se consideró por muchos años desaparecida, hasta que el cineasta Edmundo Urrutia recupera un fragmento que incorpora a su película documental “Recordando”, de 1960. Posteriormente la documentalista Adriana Zuanic incorpora el mismo fragmento en su documental Antofagasta, el Hollywood de Sudamérica.